# Junonia arenosa
Junonia arenosa är en fjärilsart som beskrevs av Forbes 1928. Junonia arenosa ingår i släktet Junonia och familjen praktfjärilar. Inga underarter finns listade i Catalogue of Life.